# Italo-Argentijnen

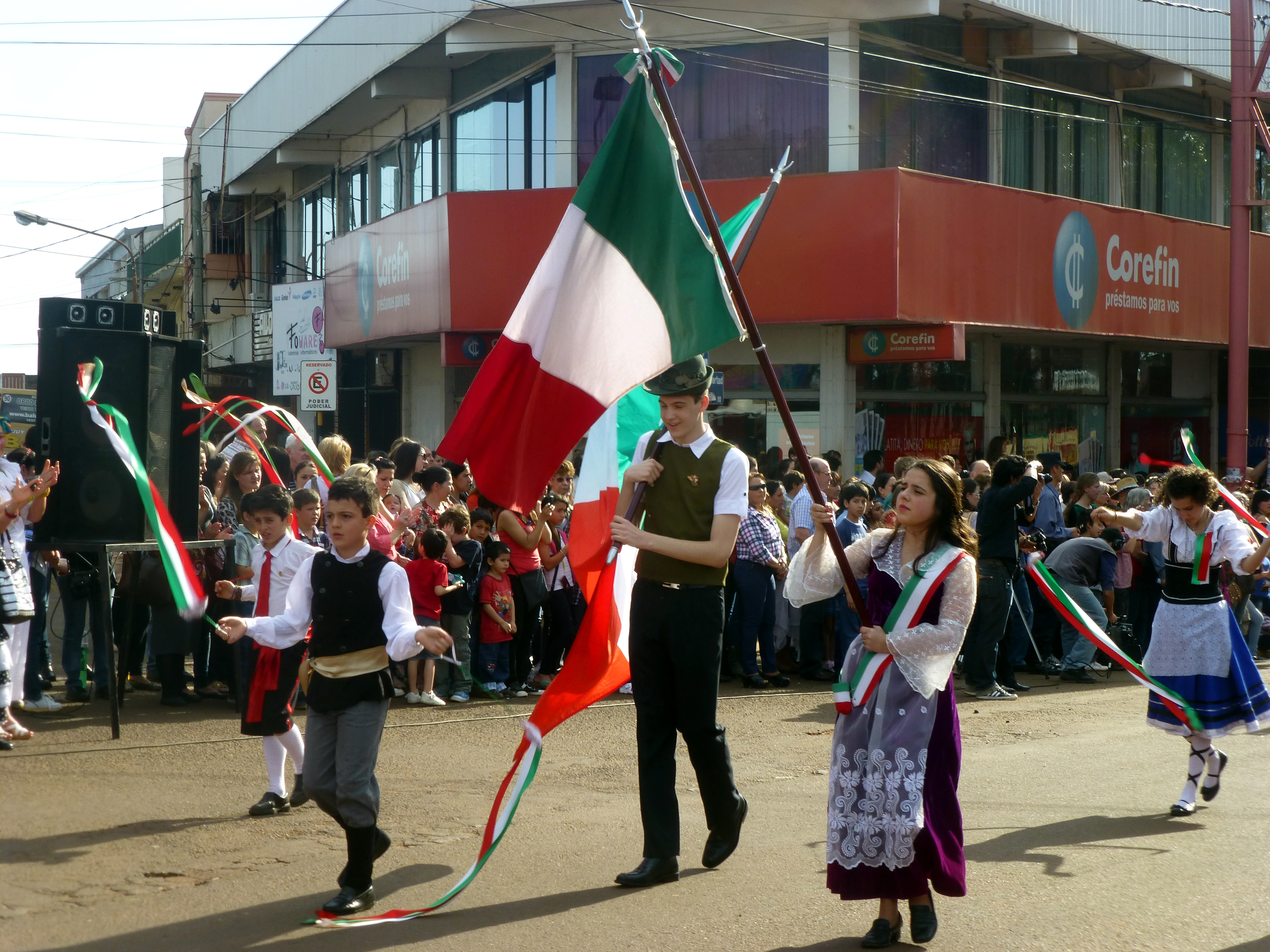

Italo-Argentijnen (Spaans en Italiaans: italo-argentino) zijn in Argentinië woonachtige personen van Italiaanse komaf. Naar schatting zijn er zo’n 17 miljoen Argentijnen met Italiaanse voorouders (ongeveer 37% van de bevolking), waardoor het de grootste etnische groep van het land is.
Italianen kwamen van 1857 tot 1940 in groten getale naar Argentinië en maakten zo 44,9% van de totale immigratie uit, wat meer is dan welk ander land ook, Spanje inbegrepen, dat een aandeel van 31,5% had. De migratie bleef ook daarna doorgaan, zij het in kleineren getale. De Italiaanse samenleving is samen met de Spaanse de ruggengraat van de huidige Argentijnse gemeenschap. De Argentijnse cultuur heeft vele verbindingen met de Italiaanse cultuur.

## Taal
Ongeveer 1.000.000 Argentijnen spreken Italiaans, waardoor het de tweede taal is in het land, na het Spaans. Ondanks het groot aantal immigranten kon het Italiaans nooit overheersen, voornamelijk omdat de inwijkelingen voornamelijk hun regionale taal (zoals het Napolitaans) spraken en niet het standaard Italiaans. Toch heeft het Italiaans zijn stempel gedrukt op het Spaans dat in Argentinië gesproken wordt. In de regio rond Buenos Aires wordt het Rioplatensisch-Spaans gesproken dat invloeden heeft uit de Italiaanse regionale talen, voornamelijk het Napolitaans. Tot aan het begin van de twintigste eeuw leek het Spaans dat in Buenos Aires gesproken werd vooral op het Spaans dat in Andalusië gesproken wordt.

## Keuken
De Argentijnse keuken wordt sterk geïnspireerd door de Italiaanse keuken. Gerechten zoals pasta en pizza zijn erg gebruikelijk.

## Statistieken
| 1861–1870 | 159.570   | 113.554   | 71 |
| 1871–1880 | 260.885   | 152.061   | 58 |
| 1881–1890 | 841.122   | 493.885   | 59 |
| 1891–1900 | 648.326   | 425.693   | 57 |
| 1901–1910 | 1.764.103 | 796.190   | 45 |
| 1911–1920 | 1.204.919 | 347.388   | 29 |
| 1861-1920 | 3.798.925 | 2.270.525 | 47 |

## Galerij
Bekende Italo-Argentijnen:

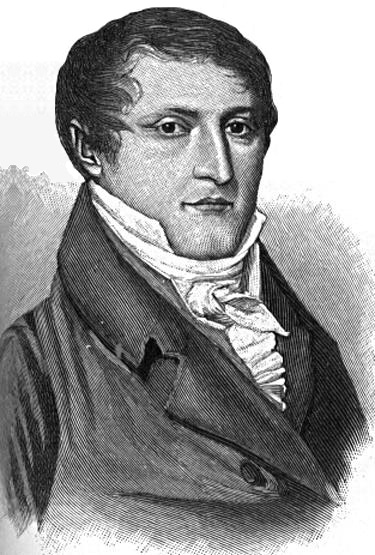
Manuel Belgrano
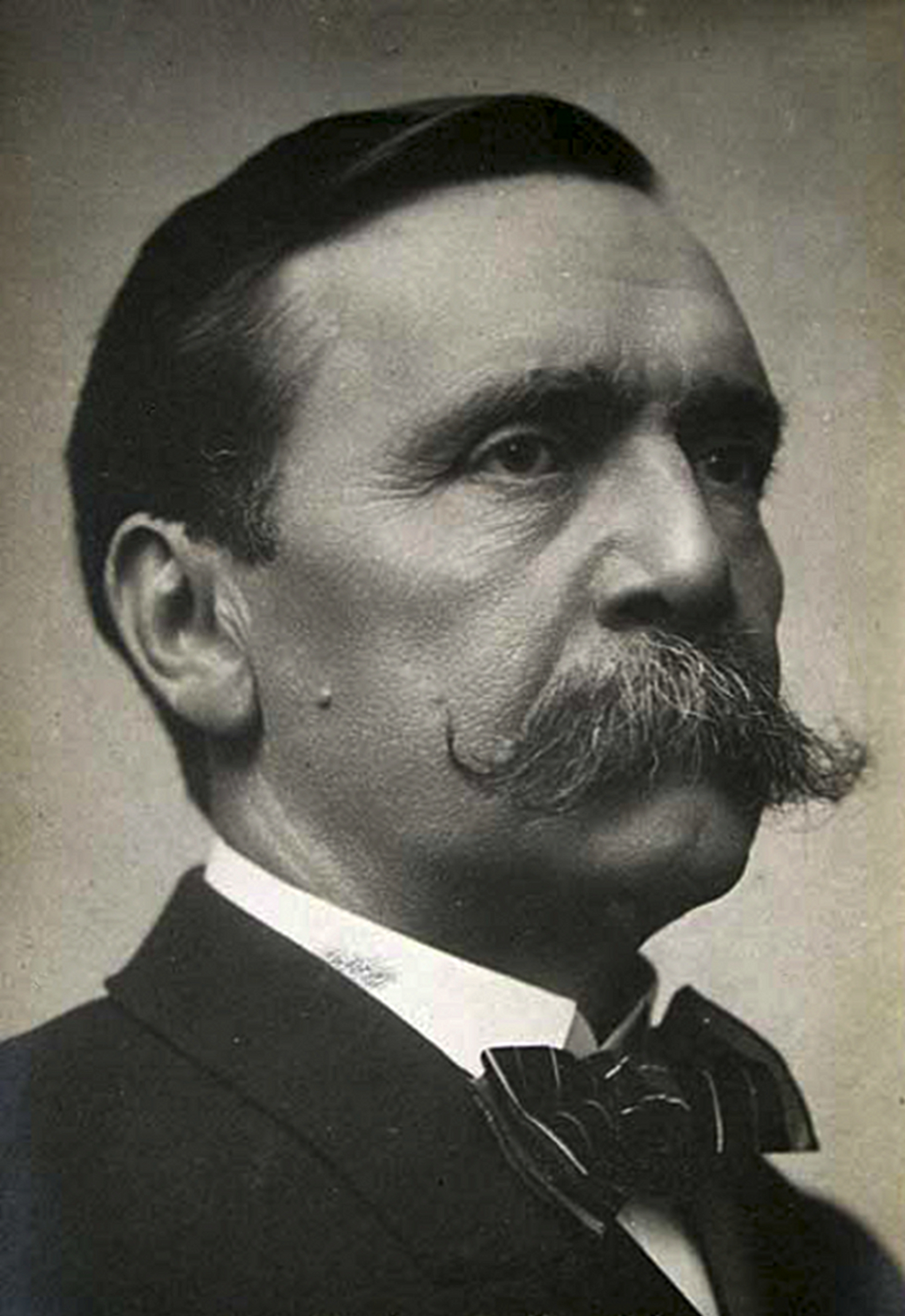
Carlos Pellegrini
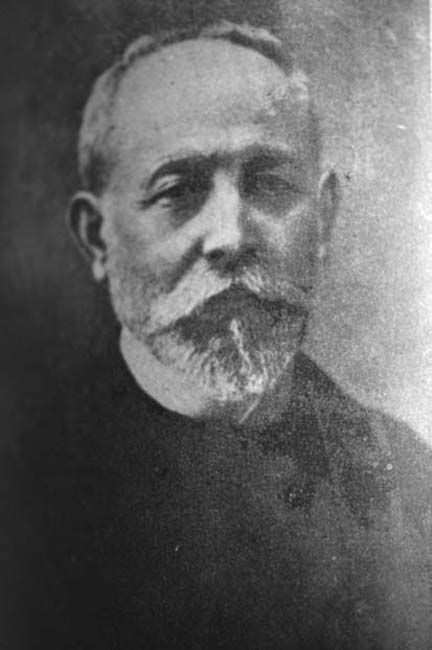
Florentino Ameghino
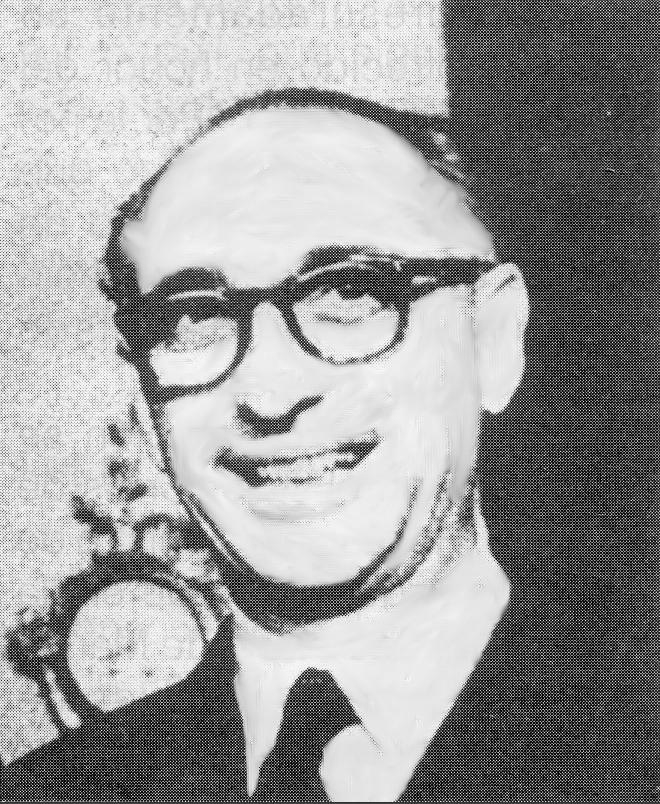
Arturo Frondizi
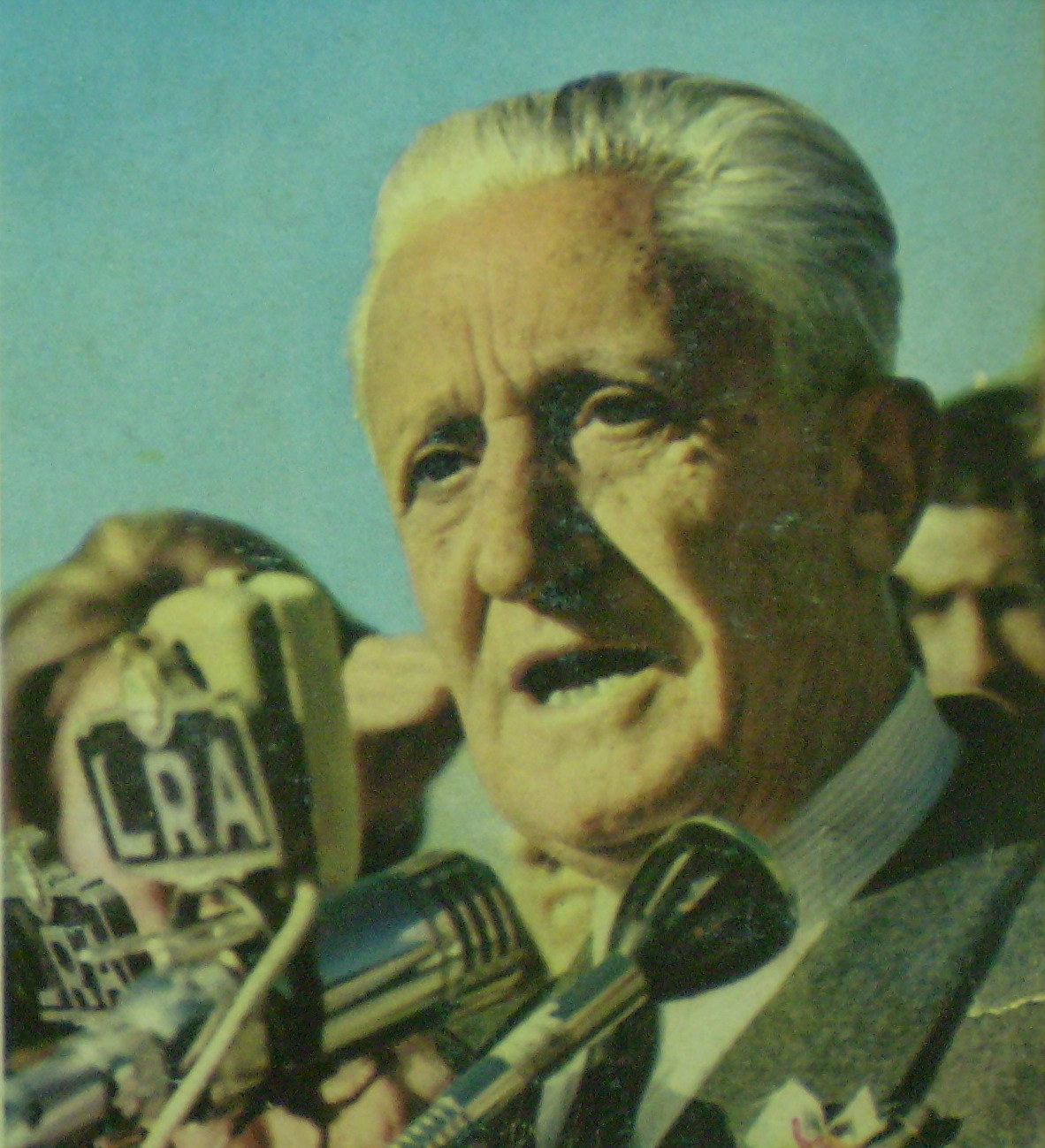
Arturo Umberto Illia
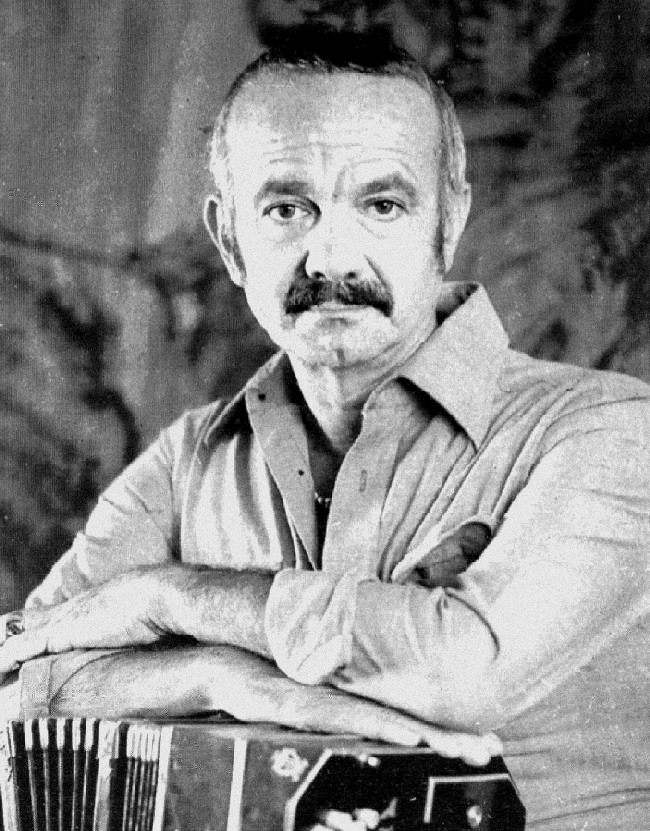
Astor Piazzolla
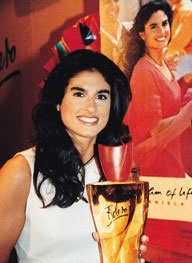
Gabriela Sabatini
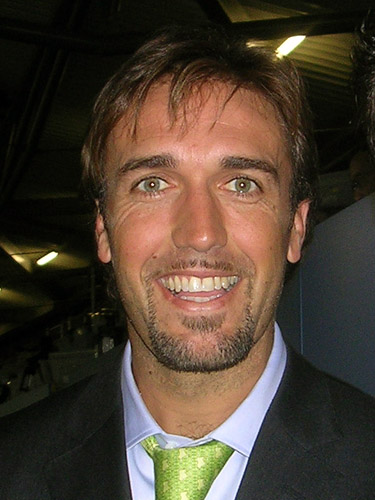
Gabriel Batistuta
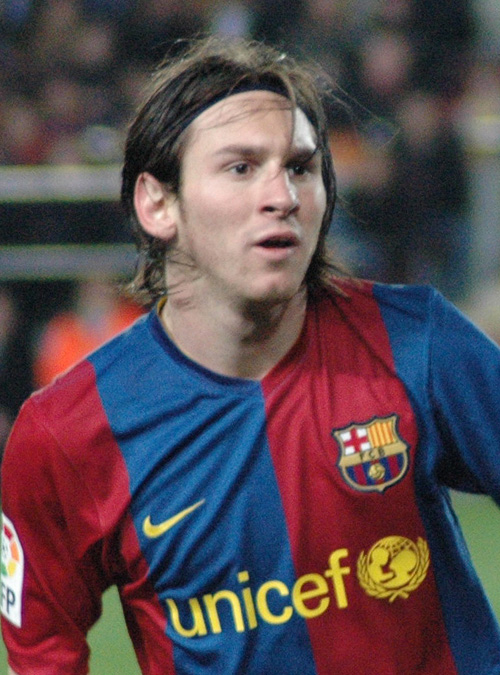
Lionel Messi
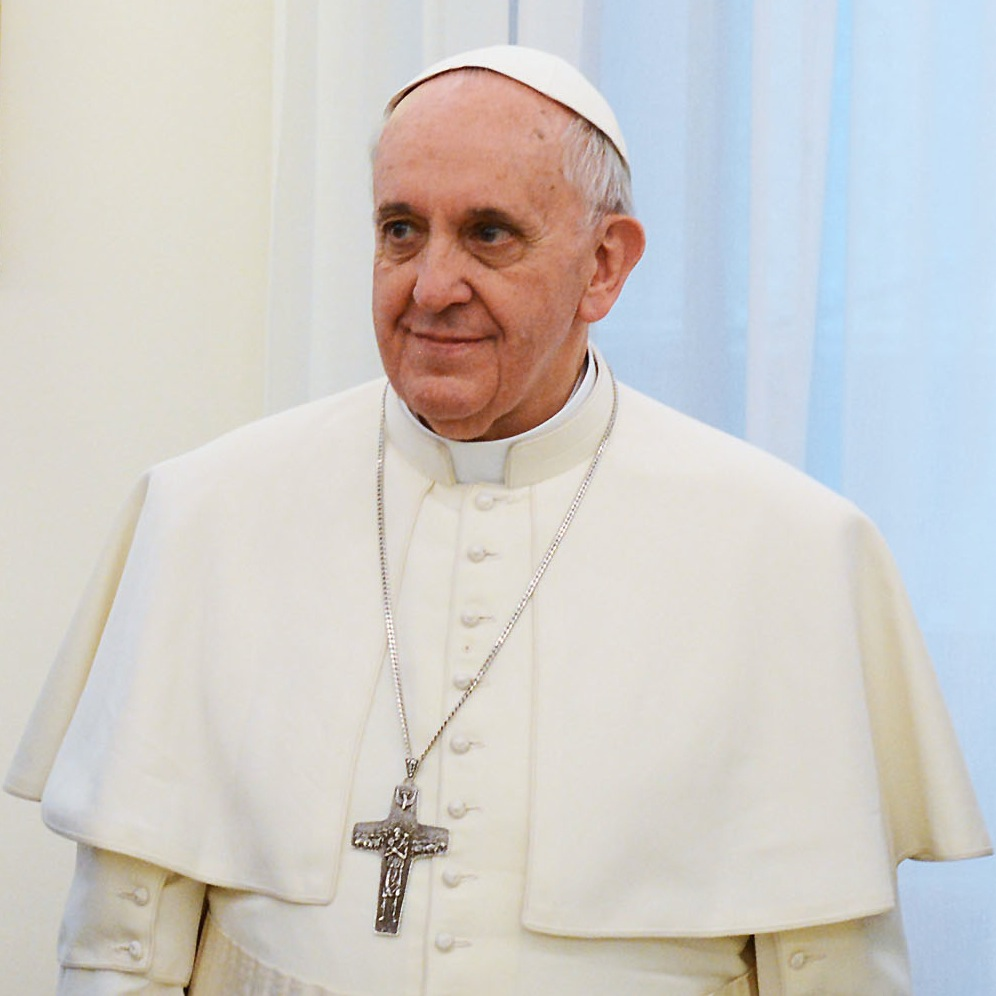
Paus Franciscus
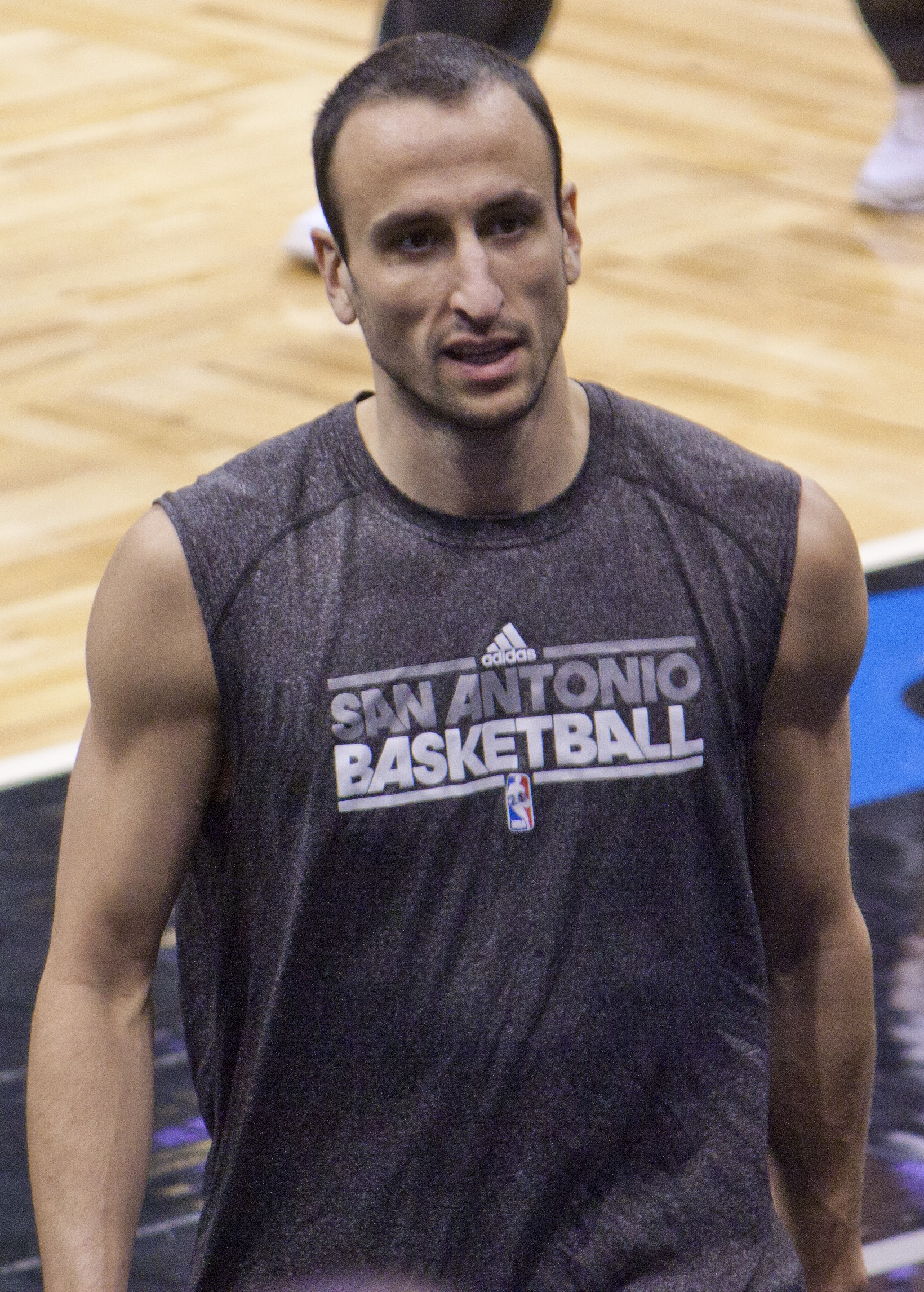
Manu Ginóbili